# Sidokarto
Sidokarto is een bestuurslaag in het regentschap Sleman van de provincie Jogjakarta, Indonesië. Sidokarto telt 11.148 inwoners (volkstelling 2010).